# Batman

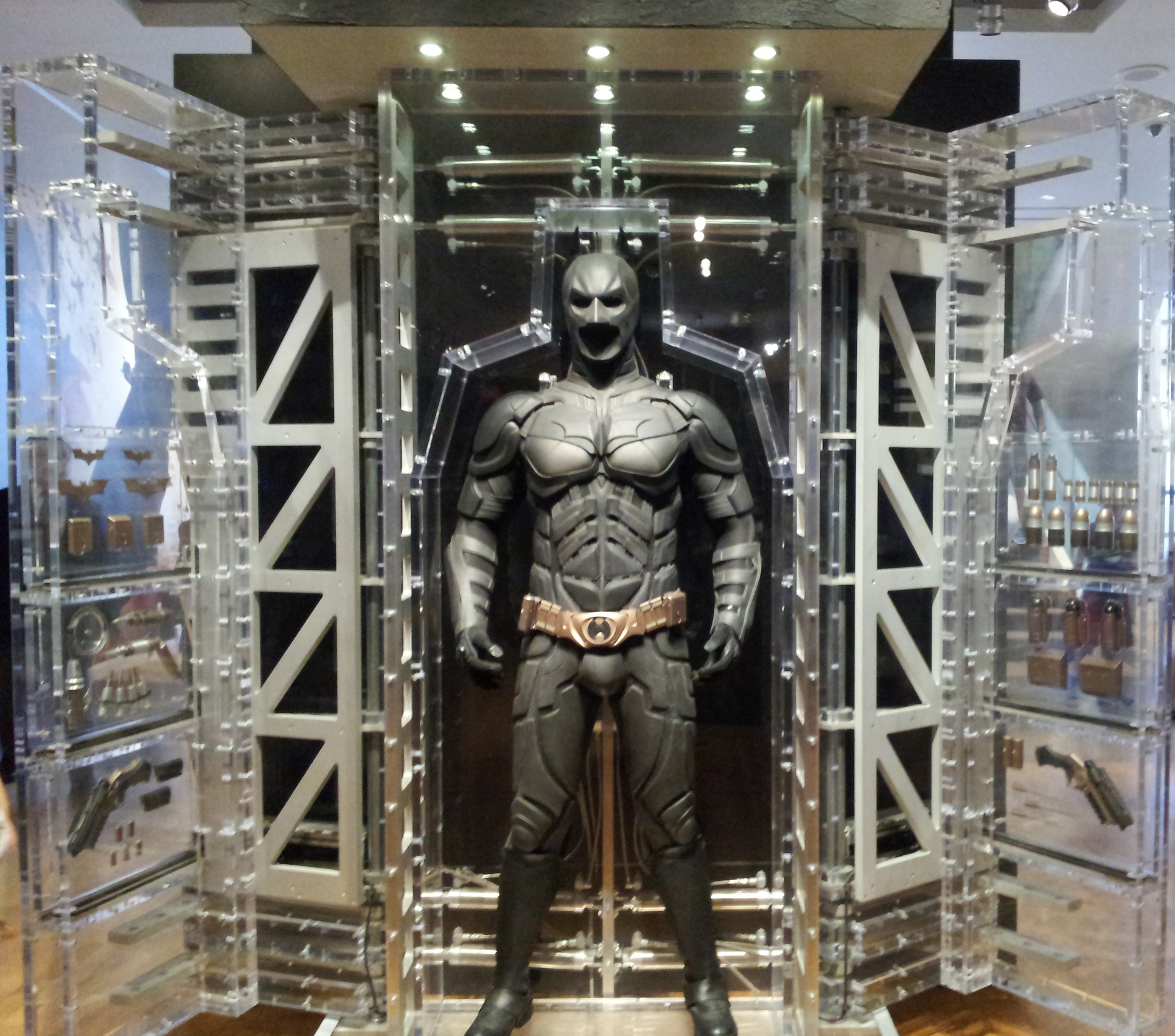
Kostüm aus The Dark Knight Rises

Batman (englisch für „Fledermausmann“) ist eine von Bob Kane und Bill Finger erdachte Comicfigur, deren zivile Identität die des Milliardärs Bruce Wayne ist und die einen schwarzen, einer Fledermaus ähnelnden Anzug trägt. Batman erschien erstmals im Mai 1939 in dem US-amerikanischen Comicmagazin Detective Comics (Ausgabe 27). Der herausgebende Verlag nannte sich später nach der Abkürzung dieser Serie in DC Comics um. Im September 2024 erhielt Batman als erster Superheld einen Stern auf dem berühmten „Walk of Fame“ in Hollywood.

## Entstehung und Kontroverse um Urheberschaft

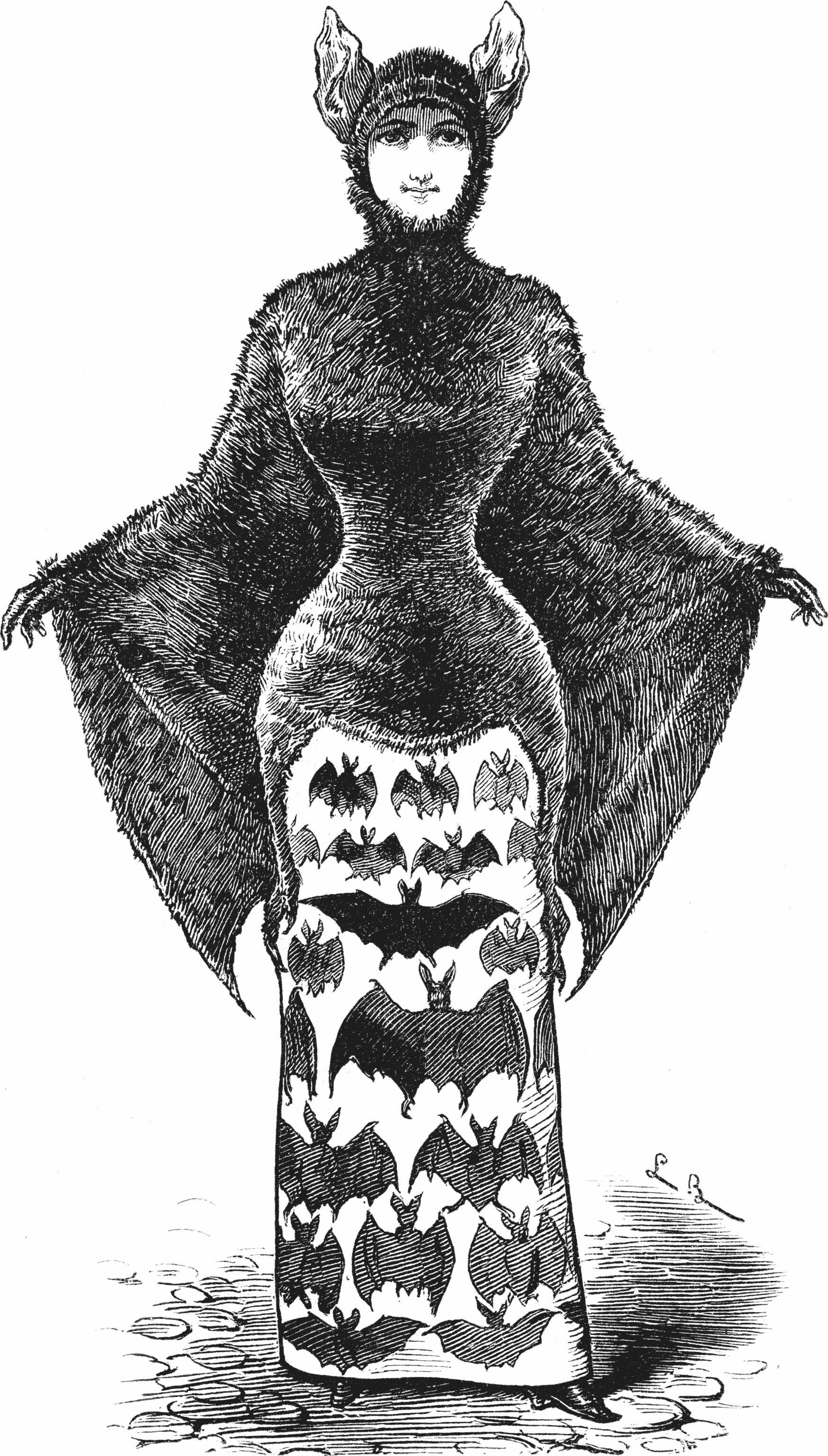
Vorläuferin des Batman in einer modekritischen Karikatur der Wochenschrift Fliegende Blätter, 1882

Die Figur Batman wurde 1939 von dem Autor Bill Finger (1914–1974) und dem Zeichner Bob Kane (1915–1998) geschaffen. Beide wurden vorrangig durch die Romanfiguren Zorro und D'Artagnan (von Die drei Musketiere) sowie die Comicfigur The Shadow beeinflusst. The Bat Whispers (1930), ein Kriminalfilm von Roland West, und der messerscharfe Verstand von Sherlock Holmes waren ebenso Vorbilder. Finger veränderte vor dem ersten Erscheinen das ursprünglich steife Cape in ein wallendes und konzipierte Batman als zweite Identität von Bruce Wayne. Dessen Name geht auf den schottischen Freiheitskämpfer Robert the Bruce und den US-amerikanischen Nationalhelden Mad Anthony Wayne zurück.
Lange Zeit galt Zeichner Bob Kane als alleiniger Schöpfer von Batman. Beeindruckt vom Erfolg des 1938 erschaffenen Superman und der Aussicht auf ein regelmäßiges, wöchentliches Einkommen, machte er 1939 Vincent Sullivan, dem Herausgeber des Verlages National Comics Publications, dem späteren DC Comics, den Vorschlag, eine weitere Superheldenfigur für die Reihe Detective Comics zu kreieren. Kanes erster Entwurf bestand aus „Bird-Man“, einem Blondschopf in blau-rotem Kostüm, mit Federn auf dem Rücken und mit Augenmaske. Dieser Entwurf erschien wenig ausgereift, weshalb sich Kane an den Autor Bill Finger wandte, der bereits in Kanes Atelier angestellt war.
Fingers Leidenschaft für Pulp-Magazine, Schauerliteratur, Hardboiled-Romane und deutschen Expressionismus führten so erst zur Entwicklung von Batman, seiner Optik und Ästhetik, der Hintergrundgeschichte und Weltenzeichnung. In der 27. Ausgabe der Detective Comics vom 30. März 1939 (datiert auf Mai) feierte Batman sein Debüt mit der Geschichte The Case of the Chemical Syndicate (dt. „Der Fall des Chemie-Syndikats“). Allerdings verkaufte Bob Kane Figur und Geschichte als sein alleiniges Werk, ohne Bill Finger nur zu erwähnen. Bill Finger, der dringend ein regelmäßiges Einkommen brauchte, es auf diese Weise bekam und zudem eine Tätigkeit als Ghostwriter gewohnt war, willigte ein. Er wurde in folgenden Jahren zum „kreativen Motor“ der Batman-Geschichten, arbeitete deren Universum aus, blieb aber in der Öffentlichkeit unbekannt.

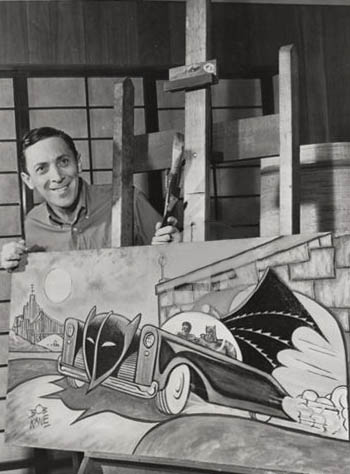
Bob Kane mit einer seiner Zeichnungen von Batman und Robin im Batmobil (1966)

Im Februar 1940 debütierte die, trotz mehrerer Neustarts, bis heute laufende US-Serie Batman mit der #1. Ab 1941 erschienen weitere Batman-Geschichten in World’s Finest Comics. Gotham, als zentraler Handlungsort, wurde bereits 1808 in Washington Irvings Salmagundi als negativ konnotiertes Synonym für New York City verwendet. Finger benannte die zuvor namenlose Stadt 1941 jedoch nach einem Zufallsfund in einem New Yorker Telefonbuch, wo er auf „Gotham Jewelers“ stieß. Neben Batman, als Kreation des „Golden Age of Comic Books“, erschuf Finger auch zahlreiche, bis heute populäre Antagonisten, wie den Joker, den Riddler, Catwoman, Two-Face, den Pinguin oder Scarecrow. Bill Finger betreute Batman bis Ende der 1940er-Jahre. Schon zuvor war die Arbeit als Autor, aufgrund der steigenden Anzahl an Veröffentlichungen, kaum noch allein zu bewältigen, weswegen andere Autoren wie Jerry Robinson, George Roussos oder Sheldon Moldoff Kane und Finger unterstützten.
In den 1950er-Jahren sank die Popularität von Superheldencomics, die zunehmend als „Schundliteratur“ bezeichnet wurden und sich der Zensurpolitik der Comics Code Authority ausgesetzt sahen. Ab den 1960er-Jahren begannen sich Künstler und Comicfans zu vernetzen und erste Conventions, d. h. Comicmessen, entstanden. Dass der bis dato kaum bekannte Bill Finger 1965 bei einer Convention in New York von Jerry Bails, dem Veranstalter und „Father of Comic Book Fandom“ als Co-Autor von Batman vorgestellt wurde, sorgte für einen kleinen Skandal. Im Anschluss verfasste Bails den Brief „If the truth be known or a Finger in every plot“, den er im ganzen Land verbreitete und der zu einer Kontroverse führte, wobei er um die Anerkennung von Bill Finger kämpfte. Bis in die späten Achtziger bestritt Bob Kane, der seinen Ruhm nicht teilen wollte, jedoch die kreative Beteiligung von Bill Finger.
Zur gleichen Zeit erreichte Batman, vor allem durch die Realserie mit Adam West neue Popularität. Bob Kane, zu Wohlstand gelangt, zog sich aus dem aktiven Comicgeschäft zurück, während Bill Finger nach wie vor, inzwischen weniger erfolgreich, als Autor arbeitete. Zusammen mit Charles Sinclair schrieb Finger 1966 das Drehbuch der Folgen 11 und 12 der Realserie. Da er im Vorspann erstmals als Autor seiner eigenen, 27 Jahre zuvor erschaffenen Kreation genannt wurde, soll Finger in Tränen ausgebrochen sein, wie Sinclair im Interview für die Dokumentation Batman & Bill von Don Argott bestätigte.
Bill Finger verstarb am 18. Januar 1974, mittellos in seiner Ein-Zimmer-Wohnung in New York, bei laufendem Fernseher. Die Beliebtheit Batmans steigerte sich weiter, auch durch neue Comicinterpretationen in den Achtzigern. Bei Tim Burtons Verfilmung von 1989 bestand Kane, in beratender Funktion, nach wie vor darauf, im Vorspann als alleiniger Urheber von Batman genannt zu werden. Dennoch äußerte sich Kane ebenfalls 1989, Finger sei eine „beitragende Kraft“ gewesen. Dass Finger ein „unbesungener Held“ gewesen sei, der „nie den Ruhm und die Anerkennung erhielt, die er verdient hätte“.
Ab 2000 wandelte sich das Bild. Grant Morrison, bekannt durch seine vielgelobte Graphic-Novel Arkham Asylum, betreute bei DC mittlerweile die reguläre Batman-Reihe. Demonstrativ widmete er jede von sich verfasste Batmangeschichte Bill Finger. Autor Marc Tyler Nobleman recherchierte näher die Entstehungsgeschichte der Comicfigur und entsprechende Hintergründe. Es sei seit Jahrzehnten ein offenes Geheimnis, dass Kane Batman nicht alleine erschuf, sondern ein wesentlicher Einfluss von Finger stammte, auf den alle signifikanten Merkmale zurückzuführen seien. Sein 2012 erschienenes Buch Bill the Boy Wonder: The Secret Co-Creator of Batman heizte die Diskussion erneut an. Athena Finger, die Enkelin Bill Fingers, ermutigte er zudem, gegenüber DC und Warner die Anerkennung ihres Großvaters zu erstreiten. Drei Jahre hielt Nobleman Vorträge, denen DC beschwichtigend begegnete, bis der Verlag im September 2015 verkündete, dass fortan bei jeder Batman-Veröffentlichung auch Bill Finger namentlich als Co-Autor zu nennen sei.
Bereits einen Monat später, in der dritten Ausgabe der Heftreihe Batman & Robin Eternal vom Oktober 2015, wurde Finger als Co-Creator genannt, 76 Jahre nach dem ersten Auftritt Batmans und 41 Jahre nach Fingers Tod. Im Jahr darauf folgte bei Batman v Superman: Dawn of Justice die erste Erwähnung Fingers auf der Kinoleinwand, womit, so Emanuel Brauer in der Comixene, eine Tragik und „historisch gewachsene Ungerechtigkeit“ endlich ihr Ende gefunden habe.

## Bruce Wayne als Batman
Hinter Batman verbirgt sich der Milliardär Bruce Wayne. Als Kind musste er nach einem Theaterbesuch mit ansehen, wie ein Straßenräuber seine Eltern, Thomas und Martha Wayne, in einer dunklen Gasse erschießt. Nach einer großzügigen Spende „übersieht“ das zuständige Sozialamt die Waise. Bruce wird daher von Alfred Pennyworth, dem Butler der Familie, aufgezogen. Er legt einen Schwur am Grab seiner Eltern ab, seine Heimatstadt Gotham City vom Verbrechen zu befreien. Dafür trainiert er bei den besten Kampfkünstlern weltweit und studiert Kriminalistik, Chemie, Mathematik, Physik und Technik.
Er gibt sich den Namen Batman, als er, auf der Suche nach einem Symbol, das den Ganoven Angst einjagen soll, eine Fledermaus sieht, die sich in seine Villa verirrt hat, und entwirft ein entsprechendes Kostüm. Wayne ist der Ansicht, dass Kriminelle von Natur aus ein „feiges und abergläubisches Pack“ seien und seine Verkleidung sie daher zusätzlich in Angst und Schrecken versetzen würde. Als Motivation dient Bruce Wayne der Antrieb, der weltbeste Kriminalist, Nahkämpfer und Athlet seiner Zeit zu werden, um diese Fertigkeiten im Kampf gegen das Verbrechen einzusetzen. Im wahren Leben gibt sich Bruce Wayne als stinkreicher Schnösel (der daher auch unter den Fictional 15 geführt wird) und Frauenheld aus, was jedoch nur als Fassade dient, um seine Geheimidentität zu verbergen.
Batman ist kein Superheld im engeren Sinne, wie etwa Superman, da er über keinerlei Superkräfte verfügt. Seine Überlegenheit basiert auf Intelligenz, Willenskraft, hartem Training, seinen technischen Hilfsmitteln und der enormen Finanzkraft aus seinem Familienvermögen (er besitzt den Weltkonzern Wayne Enterprises).
Von Anfang an hatte sich Batman vorgenommen, wenn nötig, auch mit äußerster Gewalt gegen das Verbrechen vorzugehen; doch zwei eiserne Regeln hatte er sich gesetzt: Er würde niemals einen anderen Menschen töten (wenn es sich vermeiden ließe) und er würde, traumatisiert durch die Ermordung seiner Eltern, niemals eine Schusswaffe benutzen (in den Comics seit 1940), da ihn das einerseits auf eine Stufe mit den Verbrechern, die er jagt, setzen würde, und andererseits die Produzenten der Comics befürchteten, dass jugendliche Leser Batman nachahmen könnten.
Die Öffentlichkeit von Gotham City steht Batman gespalten gegenüber. Manche sehen in ihm den Retter und Helden, andere kritisieren ihn als gesetzlosen Rächer (Vigilant) mit fragwürdigen Methoden. So befragt er teils Verdächtige unter (scheinbar) lebensbedrohlichen Umständen, indem er sie z. B. über einem Abgrund baumeln lässt. Eine andere genutzte Geheimidentität ist die als Matches Malone, mit der Batman nach dem Tod des echten Matches Malone in den Kreisen der Unterwelt ermittelt, um nicht als Batman erkannt zu werden.
Mit Superman verbindet Batman seit geraumer Zeit eine Art Freundschaft. Sie vertrauen einander so weit, dass sie sich ihre jeweiligen Geheimidentitäten offenbart haben. Außerdem hat Superman seinem Heldenkollegen einen Ring aus Kryptonit anvertraut, der die einzige Waffe gegen ihn selbst sein könnte, falls Superman einmal zu einer Gefahr werden sollte.
Im Laufe der Zeit lernt Bruce auch viele attraktive Frauen kennen, doch abgesehen von der Reporterin Vicki Vale, die fast seine Identität aufgedeckt hätte, waren alle Beziehungen nur vorübergehend: So scheint ihn viel mit der Diebin Catwoman (Selina Kyle) zu verbinden, doch das Gesetz sowie seine Heldentätigkeit steht zwischen ihnen (in US-Batman #50/Vol. 3 vom September 2018 ließ sie daher die Hochzeit platzen). Auch Talia al Ghul, die Tochter seines alten Widersachers Ra’s al Ghul, ist wegen ihrer Loyalität zu ihrem Vater ein großer Risikofaktor. Mit dieser hat Batman allerdings einen Sohn: Damian. Batman erfuhr dies jedoch erst nach Jahren. Damian steht inzwischen als fünfter Robin an Batmans Seite. Bei Poison Ivy (Pamela Isley) schließlich ist sich Batman bis heute nicht sicher, ob seine Gefühle für sie nicht allein auf ihre Pheromone zurückzuführen sind.

## Fiktives Vermögen
Bruce Wayne ist Milliardär und Besitzer des Weltkonzerns Wayne Enterprises. Schätzungen seines Vermögens belaufen sich auf 9,2 bis 90 Milliarden US-Dollar. Zu seinen Besitzen zählt unter anderem sein Herrenhaus Wayne Manor, welches in unterschiedlicher Form in allen Batmanfiktionen Handlungsort ist. Zu Wayne Enterprises gehört zudem die Zeitung The Daily Planet. In einigen Batmanverfilmungen wird er als „einer der reichsten Menschen der Welt“ bezeichnet.

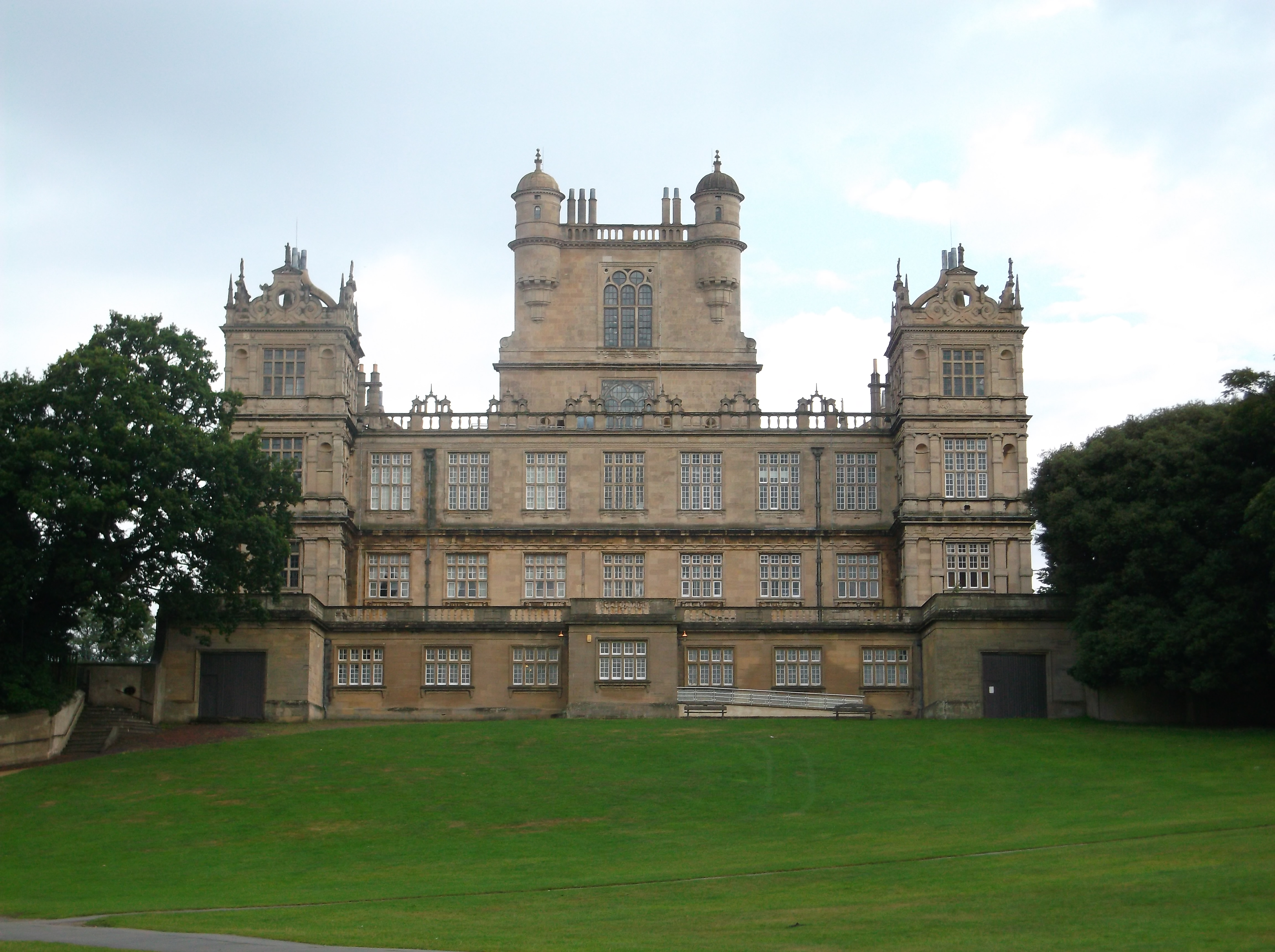
Das Herrenhaus Wollaton Hall als Wayne Manor

## Charakter und Statur
Zwar gab es Jahrzehnte, in denen Batman gelegentlich einen flapsigen Spruch auf den Lippen hatte oder man ihn gar mal lächeln sah (ein Lachen war allerdings schon immer sehr selten), doch ein Strahlemann ist er nie gewesen. Schon immer war Batman ein ambivalenter Charakter, ein grimmiger und verbitterter Kerl, der ernst und asketisch seiner Aufgabe nachgeht. So meint Steve Kups vom Panini-Verlag, Batman sei „ohnehin nicht immer sonderlich liebenswert auftretend, manchmal aber ein außerordentliches Arschloch“ (bezogen auf die Reihe All Star Batman von Miller und Lee). Lars Banhold diagnostiziert bei Batman zudem gar Züge eines Soziopathen: Ernst, humorlos und mit fragwürdigen Moralvorstellungen bezüglich Rache und Selbstjustiz.
Eine eindeutige politische Ausrichtung von Batman ist laut Lars Banhold kaum möglich. Vielmehr richte sich diese je nach Interpretation des jeweiligen Autors. So wirke er in manchen Comics anarchistisch, in anderen wiederum faschistoid.
Batman gilt als einer der beliebtesten Superhelden, der auch den verlagseigenen Superman schlägt. Gründe hierfür dürften der mitunter missmutige Batman mit all seinen Schwächen und Kanten sein, der damit, gegenüber dem fast unfehlbaren Superman, mehr Leser anspricht. Der Schriftsteller Dietmar Dath beschreibt dies in der FAZ so, dass Superman so ist, wie wir gerne wären, Batman dagegen so ist, wie wir sind, nur besser.
Die Statur Bruce Waynes wandelte sich im Laufe der Jahre. War Wayne alias Batman anfangs und die ersten Jahrzehnte eher schlank und sportlich-muskulös, wandelte sich sein Bild ab Mitte der 1980er Jahre, das bis heute prägend ist: breites Kreuz, kräftiges Kinn und breite Wangenknochen.

## Bewertung der Motive
Es wird seit längerem diskutiert, ob Batmans Motive – Bekämpfung des Verbrechens und der Korruption in Gotham City – tatsächlich so selbstlos sind, wie sie auf den ersten Blick erscheinen. Kritiker bemerken, dass der Milliardär Bruce Wayne durch sein Alter Ego Batman im Grunde nur das System schützt, aus dem er seinen Wohlstand zieht. Allerdings lässt dieser Ansatz den psychologischen Hintergrund von Bruce Waynes Batman-Werden, die Ermordung seiner Eltern, außer Betracht. Batman ist in erster Linie kein Gesetzeshüter, der auf Gerechtigkeit pocht, sondern es sind vor allem Rachegefühle, die ihn antreiben.
Manche Comicversionen, wie etwa die von Frank Miller oder Jim Lee, zeigen des Weiteren einen Batman, der seine Ziele fanatisch, fast wie ein Psychopath, verfolgt und beinahe rücksichtslos gegen seine Feinde vorgeht, wenngleich er seine selbst gesetzten Richtlinien befolgt. Außerdem zeigen diese Versionen, dass Batman durch sein Auftreten und seine Kostümierung zu einem großen Teil auch selbst die Feinde schuf, die er nun bekämpft.

## Kostüm und Accessoires

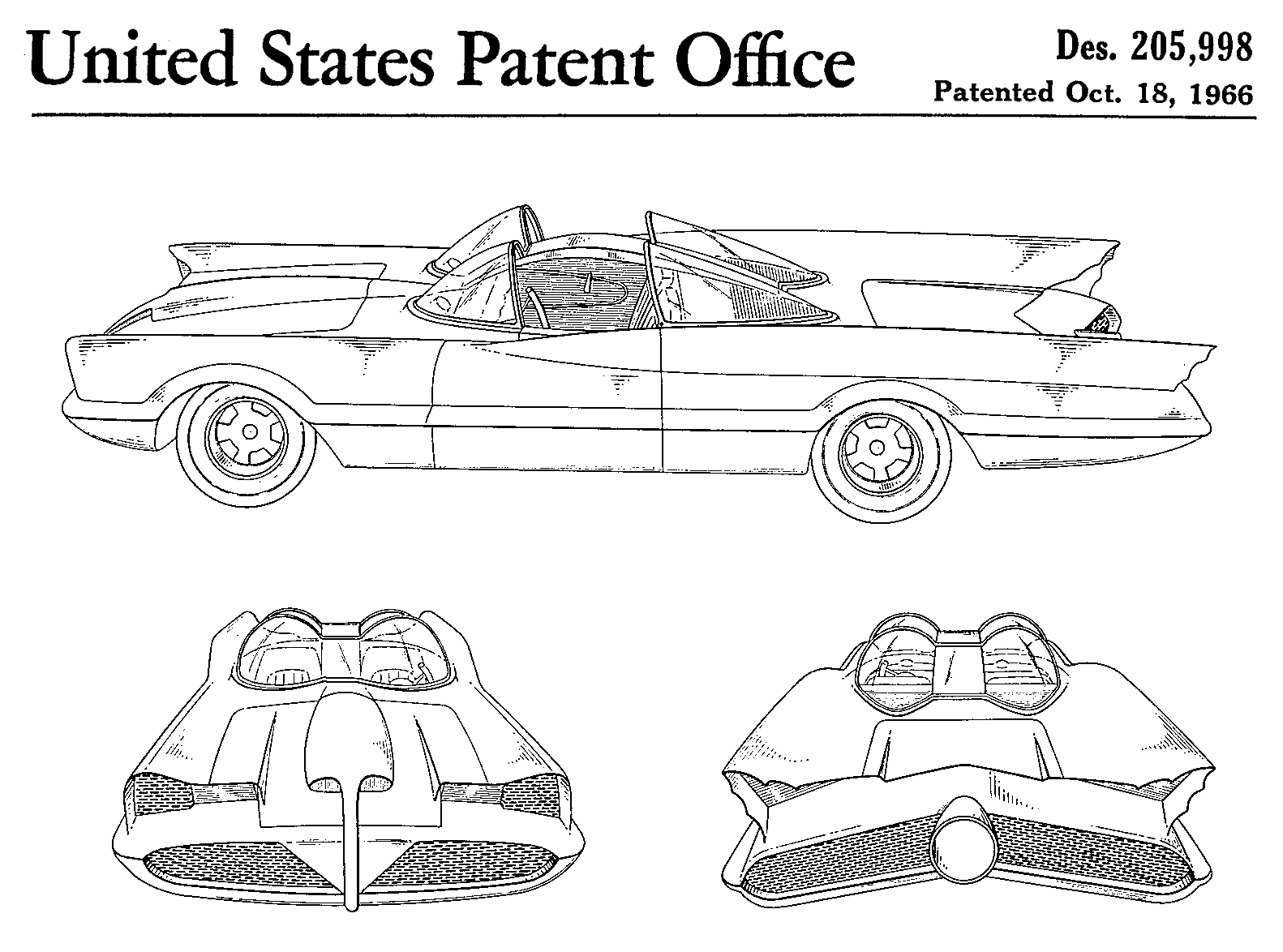
Zeichnung des Batmobils

Das Kostüm des „Dunklen Ritters“ erlebte im Laufe der Jahrzehnte zahlreiche Wandlungen, das mit zunehmender Fortdauer der Batman-Saga vom schlichten Held-in-Strumpfhosen-Modell zur hilfreichen High-Tech-Rüstung wurde. Sein Kostüm war stets reich an Bedeutungsschattierungen und trotz allen Wandels stets wiedererkennbar. Die Gemütsart des jeweils aktuellen Batman spiegelt sich auch in seinem Kostüm wider: So ist der Umhang mal in einem satten Königsblau, mal in einem tiefen Schwarz gehalten. Die Fledermaus auf der Brust des Helden war anfangs schwarz, wurde dann Teil eines Emblems auf gelbem Grund, gedacht als Zielscheibe für Scharfschützen, daher gepanzert, bis sie wieder zum dunkelsten Teil des Kostüms wurde. Auch die Fledermausohren haben sich im Laufe der Zeit gewandelt: In der Real-Serie aus den 1960er Jahren mit Adam West wirken diese eher wie mickrige Mäuseohren, während diese in anderen Versionen, wie beim düsteren Batman von Bernie Wrightson, wie lange, fast schon teuflische Hörner wirken. Vergleichbar verhält es sich mit seinem Körperanzug, der einmal ein helles Grau (mit schwarzer Überhose), ein andermal tiefes Schwarz aufweist.
Besondere Bedeutung kam dabei schon immer dem Batgürtel zu, der um die Hüfte geschlungenen Wunderkiste mit Rauchbomben, Chemikalien, Seil, „Batarangs“ und allem, was zur Rettung in letzter Sekunde nötig ist. Zudem entwickelt er mit dem immensen Vermögen seiner Eltern einige einmalige Fahrzeuge wie das Batmobil, die zu seinem Kostüm passen und ebenfalls einiges an technischen Spezialerfindungen enthalten. Diese lagert er in der Bathöhle, einer großen Tropfsteinhöhle unter seinem Herrenhaus Wayne Manor.

## Verlauf
In den 1960er Jahren war Batman kurzzeitig Mitglied der Gerechtigkeitsliga und trug entscheidend dazu bei, dass die Superhelden eine Wiedergeburt erlebten. Seit einiger Zeit ist er wieder dabei, auch an der Seite seines Freundes Superman, teils sogar als Anführer.
Auch sein Charakter änderte sich. War Batman lange Zeit ein gutgelaunter, verbrecherjagender Playboy und Milliardär mit unglaublichen Technik-Gimmicks gewesen, verdunkelte sich das Bild ab den 1980er Jahren. Sozialkritische Elemente wurden Teil der Geschichten; Batman hatte mit Armut, Elend, sogar mit Black Panthers und radikalen Feministinnen zu tun.
Diese Entwicklung spitzte Frank Miller weiter zu. 1986 machte er in Die Rückkehr des dunklen Ritters (The Dark Knight Returns) aus Bruce Wayne einen resignierten Mittfünfziger, der seit zehn Jahren nicht mehr als Batman in Erscheinung getreten ist, sich frustriert mit Autorennen die Zeit totschlägt und selbst provozierte, gefährliche Situationen danach beurteilt, ob sie „ein guter Tod“ wären. Angesichts einer extrem brutalen Jugendbande kehrt Batman zurück, verprügelt Ganoven mit Genuss und fühlt sich endlich wieder „wie ein Mann mit 20, 30“. Batman erscheint damit zwar noch immer getrieben vom Trauma der Ermordung seiner Eltern, seine Nachtarbeit dient ihm allerdings ebenfalls zur Überwindung einer ziemlich spät einsetzenden Midlife-Crisis – und der nie ausgesprochenen Einsicht, dass er sonst mit seinem Leben eigentlich wenig anzufangen weiß. Beide Elemente machten Batman deutlich glaubwürdiger, nachvollziehbarer und damit auch für ein erwachsenes Lesepublikum wieder attraktiv.
Als weiterer Meilenstein gilt die Graphic Novel Arkham Asylum – Ein düsteres Haus in einer finsteren Welt von Grant Morrison und Dave McKean. Arkham Asylum wurde erstmals Ende 1989 veröffentlicht und gilt bis heute mit mehr als 500.000 verkauften Exemplaren als erfolgreichste Graphic Novel überhaupt. Der Comic, der sich explizit an erwachsene Leser richtet, zeigt keinen heldenhaften Dunklen Ritter, sondern einen Zweifler, der mit seinen Ängsten konfrontiert ist und erstellt so ein interessantes Psychogramm des Helden. Zeichnerisch und erzähltechnisch hob sich die anspruchsvolle Graphic Novel vom Markt ab und gilt, neben Frank Millers Die Rückkehr des dunklen Ritters und The Killing Joke von Alan Moore, als der Superhelden-Meilenstein der 1980er Jahre, da diese das Genre nachhaltig prägten.
1992 schließlich wurde Bruce Wayne in der Knightfall-Saga vom Bösewicht Bane das Rückgrat gebrochen. In der Folgezeit, in der er im Rollstuhl saß, wurde Wayne daher, gegen den Willen von Alfred und Nightwing, als Batman von Jean-Paul Valley (alias Azrael) vertreten. Dieser war jedoch psychisch labil, äußerst brutal und hatte keine Skrupel, seine Gegner auch zu töten. Nach Waynes Genesung kam es zwischen beiden zum Kampf, und der echte Batman konnte über Azrael triumphieren und seinen Platz wieder einnehmen. Über den Ausgang dieses Kampfes konnten die US-amerikanischen Leser zuvor abstimmen, denn die Autoren des Comics und die Verlagsleiter waren in Sorge, der „alte“ Batman könne mit seinen klassischen Werten nicht mehr mithalten mit dem „modernen“ und brutalen Batman, in seiner Hi-Tech-Rüstung. Jedoch stimmte eine überwältigende Mehrheit für den klassischen Batman.
In der Saga „Seuche“ wurde seine Heimatstadt von einer Epidemie heimgesucht (1996). In einer folgenden Saga wurde die Stadt durch ein Erdbeben verwüstet („Inferno“, 1998). Anschließend erklärte die US-Regierung die Stadt zum Niemandsland (1999). Bald darauf wurde Bruce Wayne des Mordes an seiner Freundin Vesper Fairchild angeklagt und floh vor dem Prozess, bevor er beweisen konnte, dass David Cain (der Vater des vorübergehenden Batgirls Cassandra Cain) der wahre Mörder war („Bruce Wayne: Murderer?“ und „Bruce Wayne: Fugitive“, 2002).
1999 trat im Rahmen der in naher Zukunft angesiedelten Zeichentrickserie Batman of the Future (Originaltitel: Batman Beyond) der junge Terry McGinnis in die Fußstapfen des mittlerweile ergrauten Bruce Wayne, um so Rache an dem Mörder seines Vaters, einem Handlanger von Derek Powers (dem neuen Vorstandschef von Waynes Konzern), nehmen zu können und Waynes Erbe im Fledermauskostüm anzutreten.
2001 startete DC Comics eine besondere Comicreihe, die sich Just Imagine Stan Lee Creating … nannte, in welcher der Spider-Man-Erfinder Stan Lee Geschichten schrieb, wie er die DC-Charaktere geschaffen hätte. In dieser Serie ist Batman ein Afroamerikaner mit dem Namen Wayne Williams. Auch wird er erst nach einem Gefängnisaufenthalt zu Batman. Robin taucht zwar später ebenfalls auf, wird aber hier nicht Batmans Partner.
2002 setzte Frank Miller seine „Dark Knight“-Saga mit The Dark Knight Strikes Again (auch kurz „DK2“ genannt) fort, konnte damit aber weder erzähltechnisch noch inhaltlich neue Akzente setzen.
2003 trat der dunkle Ritter in einer der erfolgreichsten Batman-Geschichten aller Zeiten einem zunächst unbekannten Gegner namens Hush entgegen, dem es gelang, alle wichtigen Feinde Batmans für seine Zwecke zu instrumentalisieren. Er stellte sich als Thomas Elliot heraus, einen Jugendfreund Waynes, der sich dafür rächen wollte, dass Bruce ein (scheinbar) perfektes Leben führt.
2005 startete die Serie All Star Batman. Erneut aus der Feder von Frank Miller und gezeichnet von Jim Lee. Darin wird die Geschichte um die Ermordung Robins, d. h. Dick Graysons, Eltern neu erzählt und dessen erste Begegnung mit Batman und die folgende Aufnahme. Auffällig ist bei dieser Serie, dass Batman erneut als „riesiger Kotzbrocken“ und Antipath dargestellt wird.
Ab 2006 wurden in vielen Batman-Comics Science-Fiction-Elemente eingebaut. Diese wurden als Halluzinationen Waynes aufgrund des Einflusses bewusstseinsverändernder Gase und ausgiebigen Reizentzugs-Trainings erklärt. Diese Entwicklung gipfelte in den Comics Batman R.I.P. (2008), in dem Batman von Doktor Hurt in den Wahnsinn getrieben, und Final Crisis (2008/09), in dem er von Darkseid mit dessen Omega-Strahlen scheinbar ermordet wird.
In Batman #54 in Deutschland kehrte Bruce Wayne zurück nach Gotham und stellte sich seinem „Mörder“ Doktor Hurt. So verkörperten fortan zwei Männer Batman: Bruce Wayne (in den Serien Batman Incorporated und Batman: The Dark Knight) und Dick Grayson (in Batman, Detective Comics und Batman and Robin).
Im September 2011 wurden 52 DC-Comics-Serien neu gestartet (The New 52), darunter auch mehrere Batman-Serien. Nun ist Bruce Wayne wieder der einzige Charakter, der als Batman bezeichnet werden kann. Dick Grayson kehrte in sein Kostüm als Nightwing zurück. Auch nach dem DC Rebirth (2016) wurde das so beibehalten.

## Adaptionen
Die Comicfigur des Batman wurde bereits in frühen Zeiten durch andere Medien publiziert. Neben Kinofilmen und Fernsehserien zählen auch Hör- und Videospiele dazu. Auch mehrere Umsetzungen als Manga erschienen, darunter die erste schon 1966 Bat-Manga.
Im Verlag Pabel-Moewig erschien zwischen 1956 und 1976 eine Heft- und Buchserie mit dem Titel Die Schwarze Fledermaus mit weitgehenden Parallelen zu Batman. So agiert der Protagonist im Fledermauskostüm gegen das Verbrechen und hat als Alter Ego eine bürgerliche Existenz als Staatsanwalt Tony Quinn.

## Parodien
Die Figur des Batmans lieferte die Grundlage für zahlreiche Parodien:
- In Europa bekannt geworden ist vor allem Donald Duck als Phantomias – eine Batman/Superhelden-Parodie der italienischen Disney-Zeichner Guido Martina und Giovan Battista Carpi.

- Eine weitere Disney-Parodie von Batman ist Darkwing Duck, der sogar ähnliche Feinde hat wie Batman. Obwohl hier die Ähnlichkeiten zu Batman unverkennbar sind, dient Darkwing Duck jedoch eher als Parodie auf The Shadow.

- Das Satiremagazin Titanic veröffentlichte zum Zeitpunkt des Batman-Booms und der Maueröffnung der DDR im Jahr 1989 einen Comic mit der Figur Genschman, die dem damaligen Außenminister Hans-Dietrich Genscher nachempfunden war. Markenzeichen: Riesenohren statt Fledermausflügel („Gänsefleisch mo des linke Ohr freimochn?“).

- In einigen Simpsons-Episoden und -Comics hat Bart Simpson das Alter Ego „Bartman“. Außerdem sind die Simpson-Figuren Radioactive Man und Fallout Boy und die dazugehörige Fernsehserie an Batman und Robin angelehnt.

- In der Cartoonserie The Tick kommt in der ersten Folge die Figur „Die Fledermaus“ ins Spiel, die eine unverkennbare Parodie auf Batman ist.

- In der Zeichentrickserie Kim Possible wird in der Folge Das furchtlose Frettchen die Fernsehserie Batman mit Adam West parodiert.

- In der Zeichentrickserie Cosmo & Wanda – Wenn Elfen helfen taucht in fünf Folgen Catman auf, der mit richtigem Namen Adam West heißt und in der englischen Synchronisation in fast allen Folgen von Adam West gesprochen wird.

- Der Pornofilm Batpussy aus dem Jahre 1973 parodiert Batman und lässt eine Protagonistin als Batpussy auf einem Ball durch Gotham City hüpfen. Auch Batman XXX: A Porn Parody und Dark Knight XXX: A Porn Parody (jeweils mit Andy San Dimas) sowie BatFxxx: Dark Night Parody sind Porno-Parodien auf Batman.

- Auch Kevin Smith parodierte Batman in seinem Film Jay und Silent Bob schlagen zurück, in dem es um die Verfilmung eines Comics geht. Weiterhin gibt es einen Comic von Kevin Smith mit dem Titel Bluntman and Chronic, der sich ebenso um zwei Superhelden dreht, die Batman und Robin nachempfunden sind.

- Eine weitere Parodie Batmans ist Holy Musical B@man, eine Produktion der Gruppe Starkid.

- In der Zeichentrickserie SpongeBob Schwammkopf existieren die Nebenfiguren „Meerjungfraumann und Blaubarschbube“, zwei pensionierte Superhelden, die im Altersheim leben. Das Paar ist optisch und vom Auftritt her dem dynamischen Duo Batman und Robin aus der Fernsehserie Batman nachempfunden bzw. parodiert diese. In ihrer geheimen Basis (analog zur Bathöhle) befinden sich eine Waffensammlung und ein unsichtbares Gefährt. Die Ausrüstung beinhaltet auch einen Gürtel mit integrierten High-Tech-Werkzeugen, der an Absurdität dem legendären Batgürtel aus der Fernsehserie gleicht.

- In der Zeichentrickserie Ugly Americans wird Hauptfigur Mark Lilly von einem Fledermauswesen gebissen und verwandelt sich nach und nach ebenfalls in ein Fledermauswesen. Die Kräfte, die er dadurch erhält (ähnlich wie Spider-Man), nutzt er als „Batperson“ zur Verbrechensbekämpfung. Zur Seite steht ihm dabei „Koalaboy“ als Parodie auf Robin.

## Weitere Figuren

### Andere Charaktere in der Rolle des Batman
- Jean-Paul Valley: Als Bruce Wayne während der Knightfall-Saga von Bane das Rückgrat gebrochen wurde und er daher längere Zeit gelähmt im Rollstuhl verbringen musste, wurde er von Jean-Paul Valley, alias Azrael, vertreten. Valley nutzte dabei ein ganz neues Kostüm, das mehr eine High-Tech-Rüstung war. Valley war allerdings psychisch labil, schlug oft durch Gewaltexzesse über die Stränge und scheute auch nicht davor zurück, Gegner zu töten. Interessanterweise war diese Art von Batman ein Experiment des Verlages, der sich, angesichts des Erfolges von Comicserien wie Spawn, die Frage stellte, inwiefern der „altmodische“ Batman noch zeitgemäß war. Der Großteil der Leserschaft wünschte sich jedoch den „echten“ Batman zurück und nach seiner Genesung eroberte sich Wayne das Fledermauskostüm von Valley, der es nicht wieder freiwillig abtreten wollte, zurück.

- Dick Grayson: Nach dem vermeintlichen Tod von Bruce Wayne wurde Dick Grayson, der erste Robin und spätere Nightwing, zum neuen Batman. Dick hatte Wayne bereits zu Lebzeiten mehrmals vertreten (u. a. noch vor Jean-Paul Valley während der Knightfall-Saga). Waynes Sohn Damian war an dessen Seite der neue Robin.

- Jason Todd: Der jahrelang totgeglaubte und inzwischen auch längst erwachsene zweite Robin erhob Anspruch auf die Rolle als Batman, da er sich als legitimer Nachfolger Waynes betrachtete. In seiner Zeit als Batman mordete und folterte er jedoch, was ihm zufolge nötig sei, um Verbrecher wieder mehr Furcht und Respekt vor dem Kostüm zu lehren.

- Tim Drake: Der dritte Robin und spätere Red Robin zog sich während Bruce Waynes vermeintlichem Tod ebenfalls das Kostüm des dunklen Ritters über, um herauszufinden, wer in Batmans Namen die Folterungen und Verbrechen begeht. Außerdem zog er sich das Batman of the Future-Kostüm während der Futures End-Saga über, nachdem Terry McGinnis bei einem Versuch, eine düstere Zukunft abzuwenden, in der Vergangenheit starb. Diese Geschichte gehört seit The New 52 wie der Batman of the Future ebenfalls zum offiziellen Comic-Kanon.

- Damian Wayne: Er ist der Sohn von Bruce Wayne und Talia al Ghul, diese ist die Tochter von Ra’s al Ghul. In einer Geschichte, die die Ereignisse aus der Zukunft schildert, wird er der neue Batman.

- Terry McGinnis: Erstmals eingeführt in der Serie Batman of the Future wurde seine Geschichte später auch in den offiziellen Comic-Kanon von DC übernommen. Außerdem stellt sich später heraus, dass er ebenfalls Bruce Waynes Sohn ist.

- Weitere Personen als Batman erschienen in diversen Einzelbänden und den sogenannten „Elseworlds“-Geschichten. Diese sind laut DC jedoch außerhalb der Kontinuität und zählen somit nicht zur Handlung der Hauptreihen.

### Gegner
So wie Superman wurden während der Jahre des Zweiten Weltkrieges auch die Batman-Comics als Propaganda gegen den NS-Staat benutzt. Anders als Superman kämpfte Batman jedoch nicht an der Front und erhielt so als Ausgleich schon früh mächtige Feinde, die über besondere Kräfte verfügten und ihm das Leben schwer machten.
Batman hat eine der umfangreichsten und bizarrsten Sammlungen von Gegnern in der gesamten Comicwelt. Einer seiner außergewöhnlichsten und bekanntesten Gegenspieler ist der Joker, der in den 1980er Jahren sogar den damaligen Robin (Jason Todd), Batmans jüngeren Helfer, tötete, sowie Barbara Gordon (Batgirl) niederschoss und somit von der Hüfte abwärts lähmte (The Killing Joke). Diese nannte sich von nun an „Oracle“ und unterstützte Batman als Informationsquelle und Hackerin. Zudem ermordete der Joker während des Niemandslandes Sarah Essen Gordon, die Frau von Commissioner James Gordon.
Der Joker ist im Gegensatz zu Batman ironisch und nicht selten parodiert er seine Gegenspieler. Elementare Fragen und unlogische Zusammenhänge werden gerne von den eigenen Autoren durch den Joker ins Lächerliche gezogen. Aus diesem Grund ist der Joker auch bei vielen Fans der Batman-Comics und -Verfilmungen beliebter als Batman selbst.
Viele von Batmans Gegnern werden im Arkham Asylum oder im Blackgate-Gefängnis inhaftiert.

## Veröffentlichung im deutschsprachigen Raum
In Deutschland wurde Batman nur langsam populär. Erstmals bekamen deutsche Comicleser den Dunklen Ritter in der 14-täglich erscheinenden, farbigen Buntes-Allerlei-Heftreihe des Aller-Verlages zu sehen, bei der von 1953 bis 1954 hauptsächlich Superman-Geschichten veröffentlicht wurden. In der ersten Ausgabe des Jahres 1954 erscheint Batman (zusammen mit Robin) an der Seite von Superman in einem Nachdruck des US-World’s Finest Comics-Heftes #66 (1953) und ein zweites Mal in Buntes Allerlei 11/54 bei einer erneuten Zusammenkunft mit Superman. Anschließend verschwand Batman in deutschen Gefilden wieder in der Versenkung.
1966 läutete der Stuttgarter Ehapa-Verlag eine neue Batman-Ära in Deutschland ein. Zunächst kam es zu einem weiteren Batman-Gastauftritt (in Superman 2/67). Ab der nächsten Ausgabe (3/67) teilten sich die beiden Helden dann die Heftreihe bis zu ihrem Ende 1985 (26/85) als Superman und Batman. Das zweiwöchentlich erschienene Comicheft, deren 32 Seiten sich die beiden nun teilten, wurde mit der Veröffentlichung von Batman-Taschenbüchern und -Sonderbänden ergänzt. Mitte der 1970er Jahre und Anfang der 1980er Jahre erlebte der Dunkle Ritter dabei seine beste Zeit. So erschienen von 1976 bis 1985 weitere 44 Batman-Sonderhefte, 23 Batman-Superbände (1974–1986) und 41 Batman-Taschenbücher (1978–1988).
Nachdem Ehapa 1988 sein Batman-Programm eingestellt hatte, übernahm der Hethke-Verlag fortan die Veröffentlichung von Batman-Comics für den deutschen Markt. Dabei erschienen neun großformatige Batman-Hefte (1989–1991), sechs Batman-Klassik-Alben (1990–1991), mit Nachdrucken alter Batman-Geschichten, 22 Softcover-Alben (1989–1992), sowie 32 Sonderbände (1989–1992).
Parallel zu Hethke nahm ab 1989 der Carlsen Verlag die Veröffentlichung von Batman-Comics in die Hand und setzte dabei auf dicke Paperbacks, angefangen mit dem Druck von Frank Millers Die Rückkehr des Dunklen Ritters. Bis 1998 wurden so unter Carlsen 33 Bände veröffentlicht, darunter auch, in zehn Bänden, die vollständige Knightfall-Saga.
Seit den frühen 1990er Jahren erfuhren Batman-Comics, vor allem durch die beiden Realverfilmungen von Tim Burton und die Zeichentrickserie Batman: The Animated Series großen Aufschwung. Ab 1995 begann daher Dino Entertainment mit der Veröffentlichung der Comic-Begleitserie zu The Animated Series, womit nach fast zehn Jahren wieder Batman-Comics an deutschen Kiosken verkauft wurden. 1997 übernahm Dino zudem auch die Veröffentlichung der Real-Serie, deren Heftausgabe der Verlag durch zahlreiche Specials und Sonderbände ergänzte. Der Verlag setzte sich eine originalgetreue, lückenlose und chronologisch korrekte Veröffentlichung zum Ziel und schloss mit 63 regulären Ausgaben (inkl. 18 Heften in drei sogenannten Time-Warp-Boxen) die Lücke zwischen deutscher und US-amerikanischer Ausgabe. 2001 stellte der Dino Verlag sein Superheldenprogramm ein und wurde 2003 von Panini übernommen.
Direkt im Anschluss übernahm Panini die Veröffentlichung von Superhelden-Comics auf dem deutschen Markt, darunter auch Batman. Von 2001 bis 2003 lief dabei die erste Serie, der darauf 2005 bis 2006 die nächste folgte. Seit Anfang 2007 wird monatlich die aktuelle Batman-Comicreihe veröffentlicht. Des Weiteren druckt auch Panini weitere Batman-Sonderausgaben. Die Ausgaben von Panini erfahren viel Lob aufgrund ihrer hohen Qualität sowie der Originaltreue. Allerdings zielt Panini mit mehr als doppelt so hohen Einzelheftpreisen wie noch zu Hochzeiten des Dino-Verlages nicht mehr so sehr auf den Massenmarkt, sondern in allererster Linie auf Sammler ab.